# 徳島県高等学校一覧
| 総数                  | 35校・3分校      |
| 国立                  | なし             |
| 公立                  | 32校・3分校      |
| 私立                  | 4校              |
| 教育委員会所在地      | 〒770-8570       |
| 徳島県徳島市万代町1-1 |                  |
| 公式サイト            | 徳島県教育委員会 |

徳島県高等学校一覧（とくしまけんこうとうがっこういちらん）は、徳島県の高等学校および中等教育学校（後期課程）の一覧。
全日制課程の存在しない高等学校については、定時制は「○○高等学校｛定時制｝」通信制は「○○高等学校｛通信制｝」定時制・通信制共に存在する場合は、定時制表記で記載する。

## 公立校
学区制の定めのある公立高校普通科は3つの通学区制をとっている。
- 第一：小松島市、阿南市、名東郡、那賀郡、海部郡
- 第二：鳴門市、吉野川市、阿波市、美馬市、三好市、板野郡、名西郡、美馬郡、三好郡
- 第三：徳島市（第一学区の名東郡、第二学区の松茂、北島、藍住、神山各町からも志願可能）

城ノ内、富岡東、川島、城東の各高校の普通科と公立高校の理数科・専門学科・総合学科、定時制は全県学区。

### 県立高等学校・中等教育学校

#### 徳島市
- 徳島県立城東高等学校
- 徳島県立城南高等学校
- 徳島県立城北高等学校
- 徳島県立城西高等学校
- 徳島県立城ノ内中等教育学校
- 徳島県立徳島北高等学校
- 徳島県立徳島科学技術高等学校
- 徳島県立徳島商業高等学校
- 徳島県立徳島中央高等学校｛定時制｝

#### 鳴門市
- 徳島県立鳴門高等学校
- 徳島県立鳴門渦潮高等学校

#### 小松島市
- 徳島県立小松島高等学校
- 徳島県立小松島西高等学校

#### 阿南市
- 徳島県立富岡東高等学校 - 併設型中高一貫教育校
- 徳島県立富岡東高等学校羽ノ浦校
- 徳島県立富岡西高等学校
- 徳島県立阿南光高等学校

#### 吉野川市
- 徳島県立吉野川高等学校
- 徳島県立川島高等学校 - 併設型中高一貫教育校

#### 阿波市
- 徳島県立阿波高等学校
- 徳島県立阿波西高等学校

#### 美馬市
- 徳島県立穴吹高等学校
- 徳島県立脇町高等学校

#### 三好市
- 徳島県立池田高等学校
- 徳島県立池田高等学校辻校
- 徳島県立池田高等学校三好校

#### 名西郡

##### 石井町
- 徳島県立名西高等学校

##### 神山町
- 徳島県立城西高等学校神山分校

#### 勝浦郡

##### 勝浦町
- 徳島県立小松島西高等学校勝浦校

#### 那賀郡

##### 那賀町
- 徳島県立那賀高等学校

#### 海部郡

##### 海陽町
- 徳島県立海部高等学校

#### 板野郡

##### 板野町
- 徳島県立板野高等学校

#### 美馬郡

##### つるぎ町
- 徳島県立つるぎ高等学校

### 市立高等学校
学区は県立高校と同じ。県全域から入学可。

#### 徳島市
- 徳島市立高等学校

## 私立校
県内には4校しかなく、47都道府県では最少である。全て男女共学である。

### 徳島市
- 生光学園高等学校
- 香蘭高等学校
- 徳島文理高等学校

### 三好市
- みのり高等学校 ｛通信制｝